# Afrika-Cup 1972/Qualifikation
Insgesamt 26 Mannschaften meldeten sich zur Teilnahme zum Afrika-Cup 1972 in Kamerun.
Die Qualifikation ging über zwei KO-Runden. Obervolta trat zur Qualifikation nicht an. Gastgeber Kamerun und Titelverteidiger Sudan waren von den Qualifikationsspielen befreit.

## Qualifikationsspiele
Erste Runde
| Datum             |             | Gesamt |                                                          | Hinspiel | Rückspiel |
| ----------------- | ----------- | ------ | -------------------------------------------------------- | -------- | --------- |
| 18.08./01.09.1971 | Guinea      | 1:0    | Senegal                                                  | 1:0      | 0:0       |
| 12./27.12.1970    | Niger       | 2:3    | Mali                                                     | 0:1      | 1:3       |
| 08./22.11.1970    | Gabun       | 1:3    | Elfenbeinküste                                           | 1:2      | 0:1       |
| 08./22.11.1970    | Nigeria     | 1:2    | VR Kongo                                                 | 0:0      | 1:2       |
| 29.11./15.12.1970 | Äthiopien   | 0:3    | Kenia                                                    | 0:1      | 0:2       |
| 15./29.11.1970    | Madagaskar  | 3:5    | Mauritius                                                | 2:1      | 1:4       |
| 10./27.12.1970    | Algerien    | 3:4    | Marokko                                                  | 3:1      | 0:3       |
| 03.01./13.07.1971 | VA Republik | 3:1    | Liberia                                                  | 2:1      | 1:0       |
| 08./22.11.1970    | Togo        | 2:1    | Dahomey                                                  | 2:1      | 0:0       |
|                   | Ghana       |        | Obervolta \|colspan="2" align="center" \| Obervolta zur. |          |           |
| 15.10./01.11.1970 | Tansania    | 2:6    | Sambia                                                   | 1:1      | 1:5       |
| 08./24.11.1970    | Uganda      | 1:5    | Zaire                                                    | 1:4      | 0:1       |

Zweite Runde
| Datum          |                | Gesamt |             | Hinspiel | Rückspiel |
| -------------- | -------------- | ------ | ----------- | -------- | --------- |
| 13./27.10.1970 | Guinea         | 1:3    | Mali        | 0:0      | 1:3       |
| 13./27.10.1970 | Elfenbeinküste | 3:4    | VR Kongo    | 3:2      | 0:2       |
| 4./18.07.1971  | Kenia          | 2:1    | Mauritius   | 2:1      | 0:0       |
| 13./27.10.1970 | Marokko        | 5:3    | VA Republik | 3:0      | 2:3       |
| 13./27.10.1970 | Togo           | 1:0    | Ghana       | 0:0      | 1:0       |
| 13./27.10.1970 | Sambia         | 2:4    | Zaire       | 2:1      | 0:3       |

automatisch qualifiziert:
- Sudan (Titelverteidiger)
- Kamerun (Gastgeber)